# Habibi (låt)

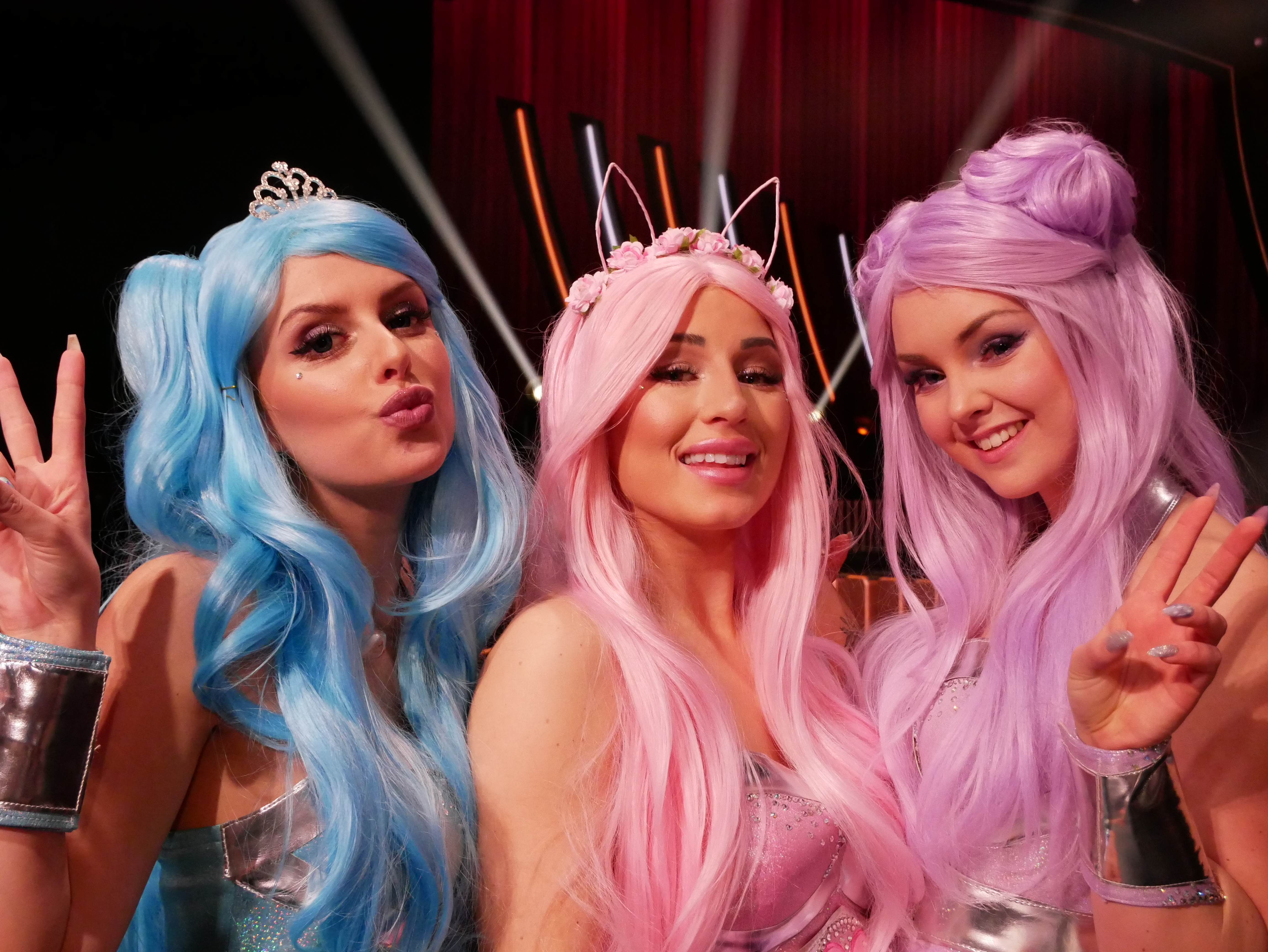
"Habibi" framfördes av Dolly Style i Melodifestivalen 2019. Från vänster: Holly (Vilma Davidsson), Molly (Mikaela Samuelsson) och Polly (Caroline Aronsson).

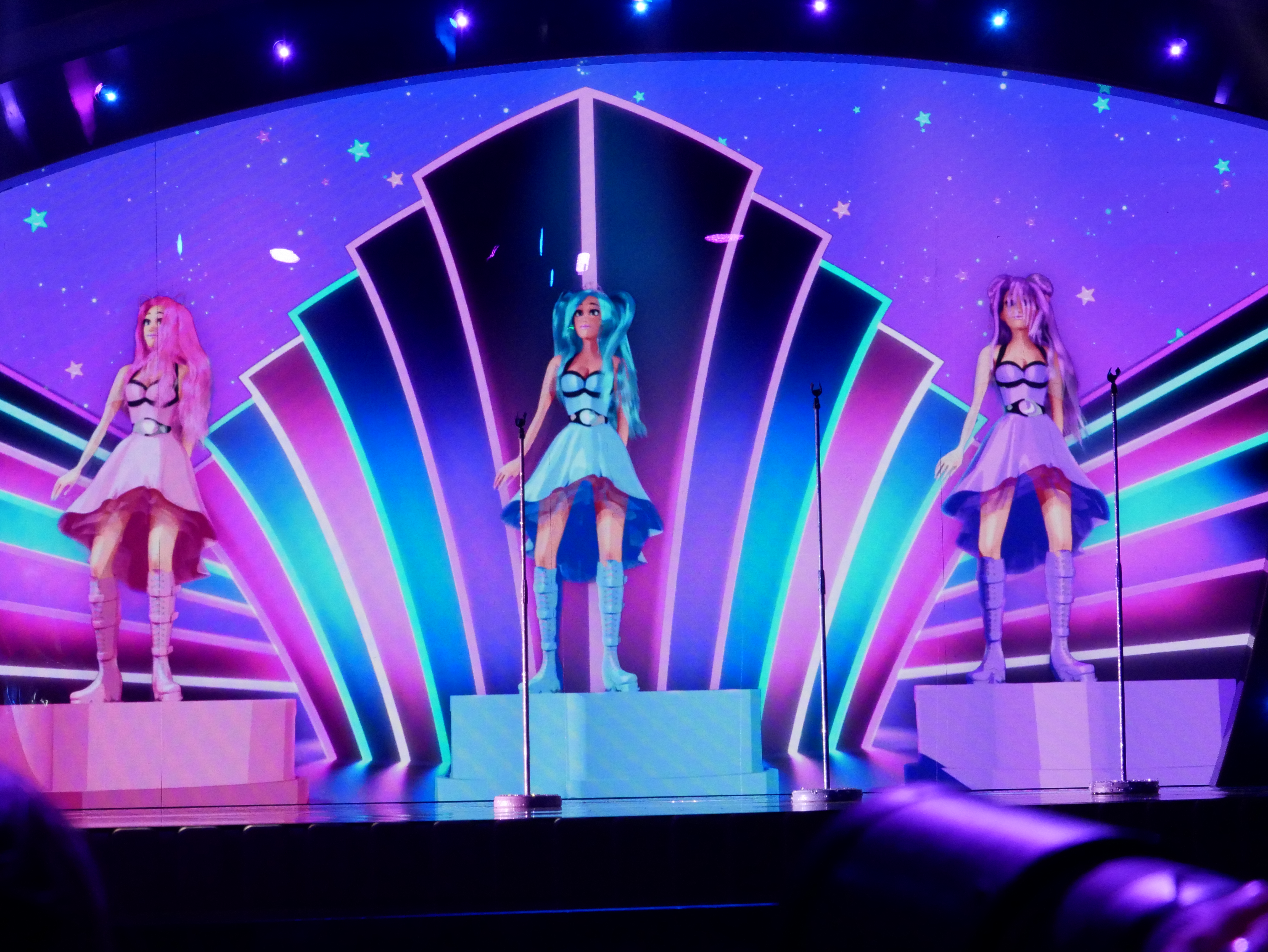
Animerade avatarer av karaktärerna Molly, Holly och Polly med samma håruppsättning och snarlika scenkläder med platåskor som sina föregångare.

"Habibi" är en låt framförd av Dolly Style i Melodifestivalen 2019.

## Text, komposition och produktion
Låten skrevs av Jimmy Jansson, Palle Hammarlund och Robert Norberg. Den producerades av Jansson och Hammarlund.
I texten uppmanar artisterna åhörarna att dansa. Strukturellt är låten uppbyggd med intro, vers, brygga, refräng, vers, brygga, refräng, stick, refräng, refräng. Låten är upptempo, elektronisk pop.
Aftonbladets musikrecensent Markus Larsson skrev att "Hooken 'every-body-body' är ju genial", men även att bidraget var "för 'habibi'".

## Medverkan iMelodifestivalen2019
I presentationsvideon tillägnades låten alla som känner sig utanför och behöver extra glädje.
Låten framfördes i sång av Molly (Mikaela Samuelsson), Holly (Vilma Davidsson) och Polly (Caroline Aronsson). Varje dolly hade varsin symbol på bältet. Framförandet innehöll koreograferad dans som i refrängen var synkroniserad med avatarer av karaktärerna som visades på en skärm i bakgrunden på scen. Det inleddes med att karaktärernas animerade avatarer hissades upp ur scengolvet på varsin plattform. Första versen och andra bryggan framfördes av Holly. Andra versen och första bryggan framfördes av Molly. Låtens stick framfördes av Polly, som samtidigt frammanade sin symbol, en månskära, på skärmen samt en effekt av att blåsa glitter mot kameran.
Låten framfördes med startnummer 2. Dolly Style var en av favoriterna till att gå direkt till final, och ledde den publikundersökning som Melodifestivalenklubben gjorde på plats. Låten kom på femte plats i sin deltävling med 5% färre röster än 4:an Martin Stenmarck med "Låt skiten brinna", som senare kom att slås ut i Andra chansen. Enligt SVT:s nedbrytning av rösterna via appen var "Habibi" favorit i åldersgruppen 3-9, medan grupperna 10-15 och 30-44 placerade låten på 4:e plats. Minst omtyckt var låten i grupperna 16-29 och 45-59.
Av alla 20 låtar som inte direktkvalificerade sig till final var "Habibi" strax före finalen, med 1,8 miljoner visningar, den mest visade låten på Melodifestivalens Youtubekanal med omkring dubbelt så många visningar som den näst mest visade. "Habibi" hade vid den tidpunkten även nästan tre gånger fler visningar än de direktkvalificerade bidragen, men då hade "Habibi" varit publicerad dubbelt så länge. En vecka efter finalen hade "Habibi"s deltävlingsvideo fler visningar än alla tolv finalbidragens finalvideor tillsammans (2,3M mot 1,6M). Knappt ett år senare var Habibi med 5.9 miljoner visningar den femte mest visade videon på Melodifestivalens Youtubekanal. 2024 var "Habibi" den näst mest spelade låten på kanalen med 11,3M visningar, efter Samir & Viktors "Bada nakna" med 14,3M visningar.

### Bildgalleri

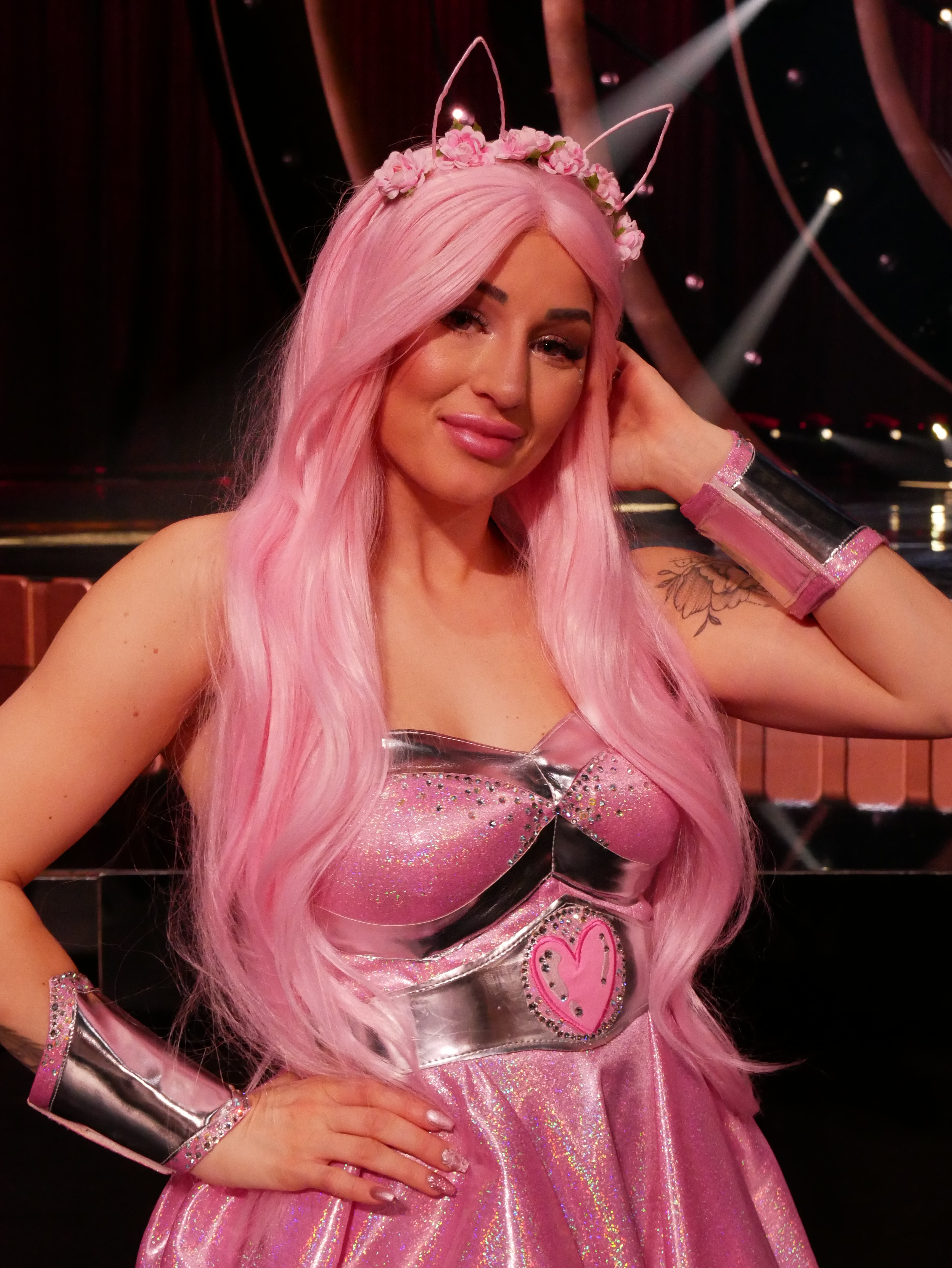
Molly i scenkläder
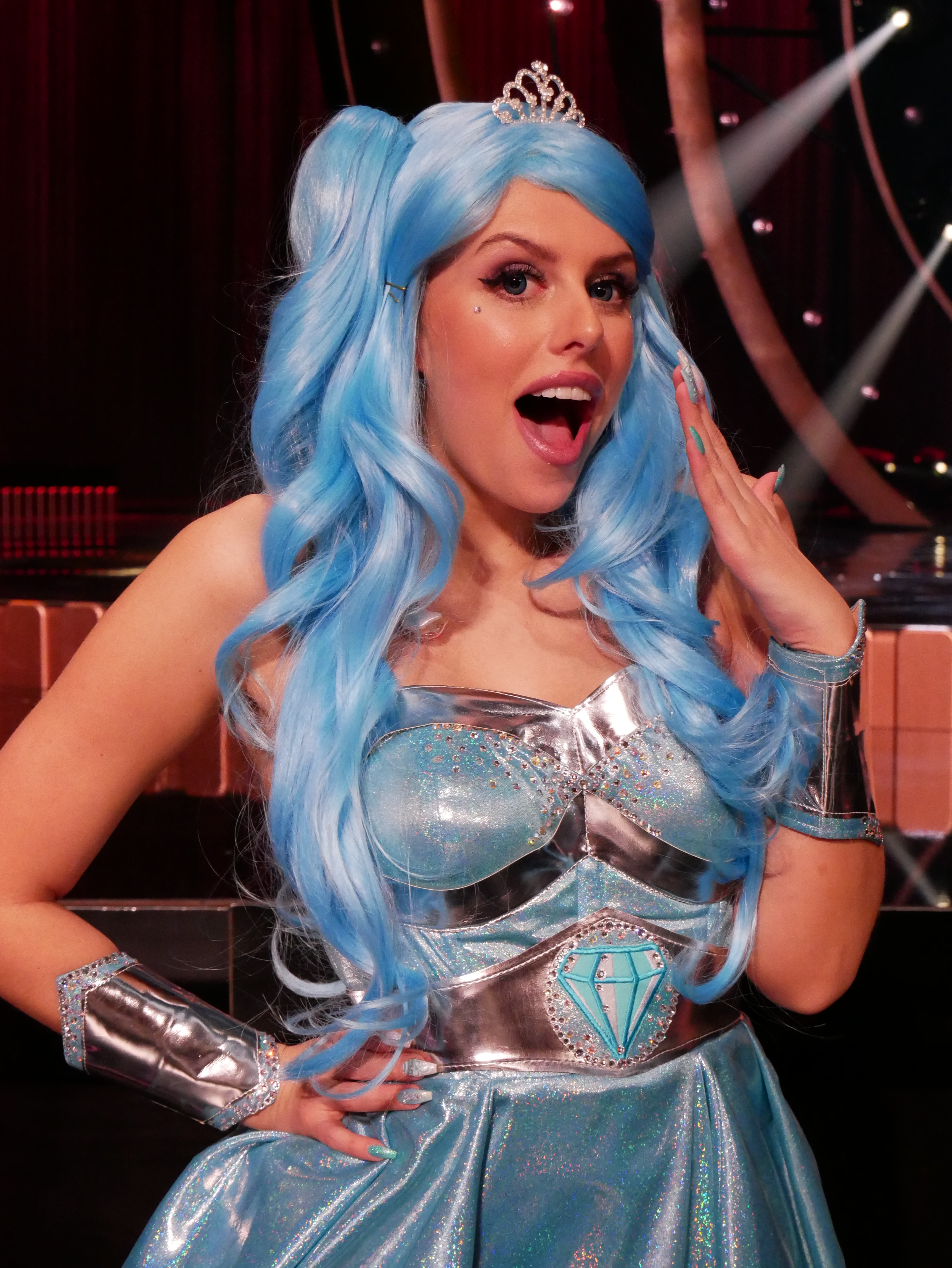
Holly i scenkläder
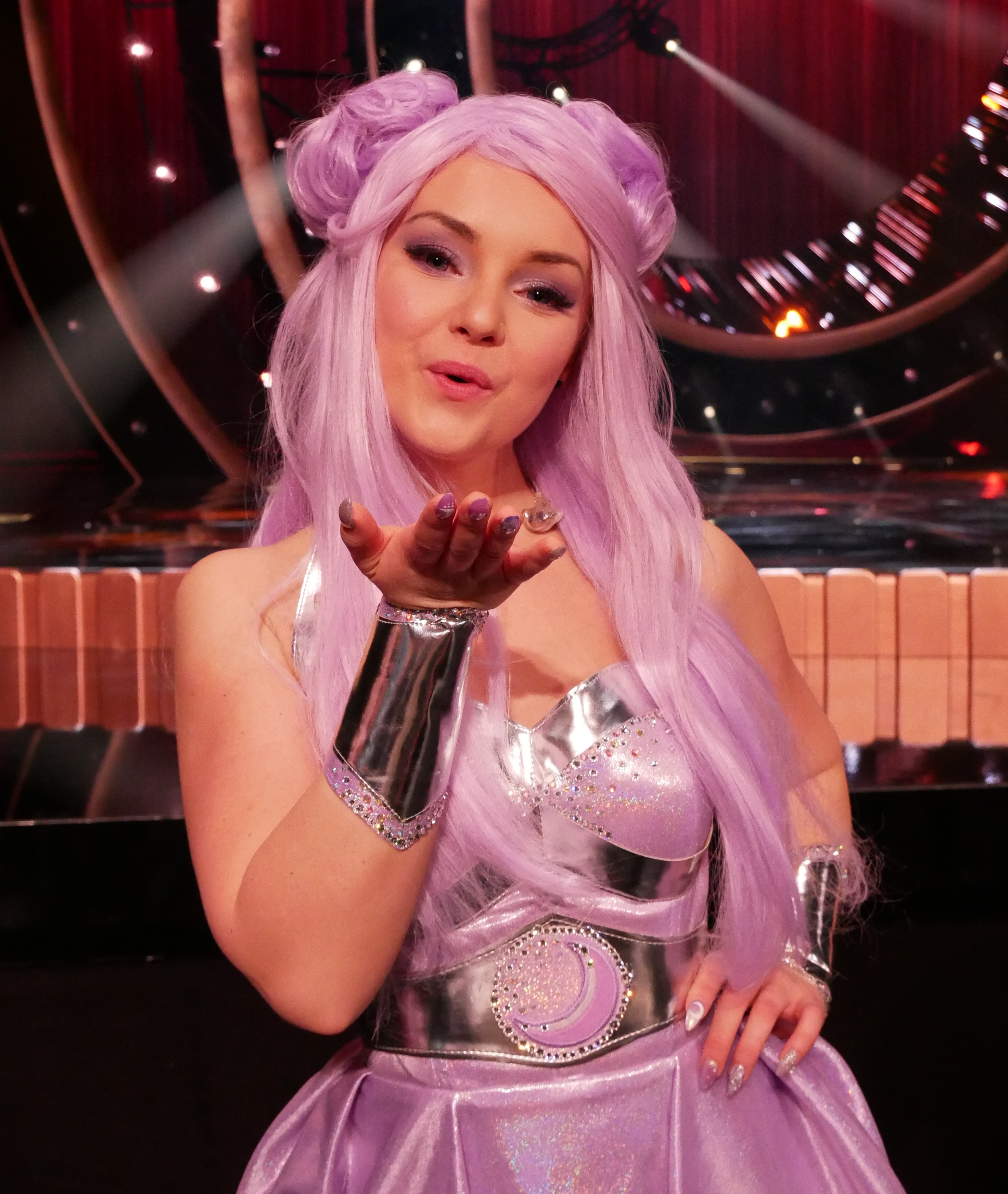
Polly i scenkläder
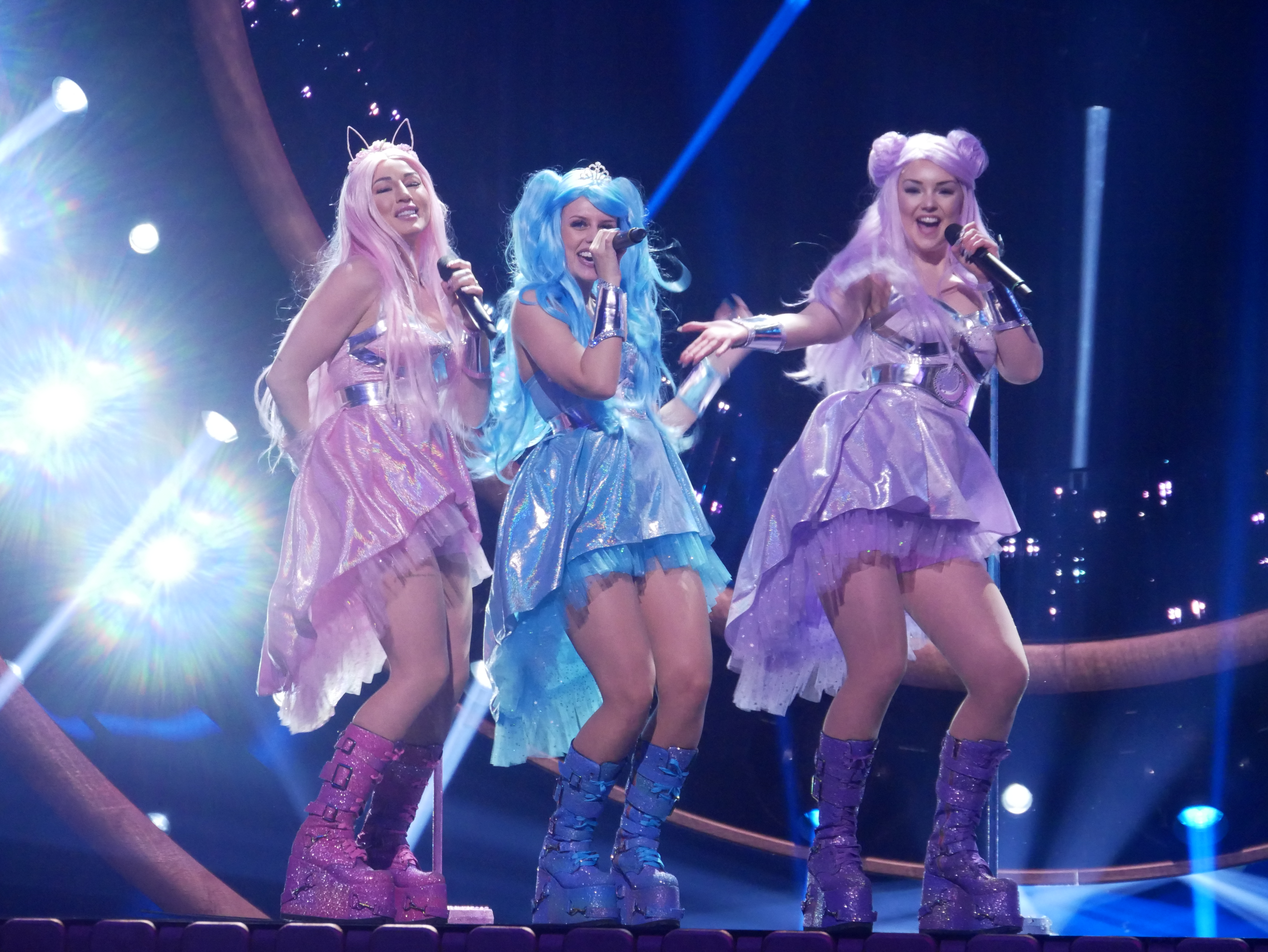
Scenframträdande
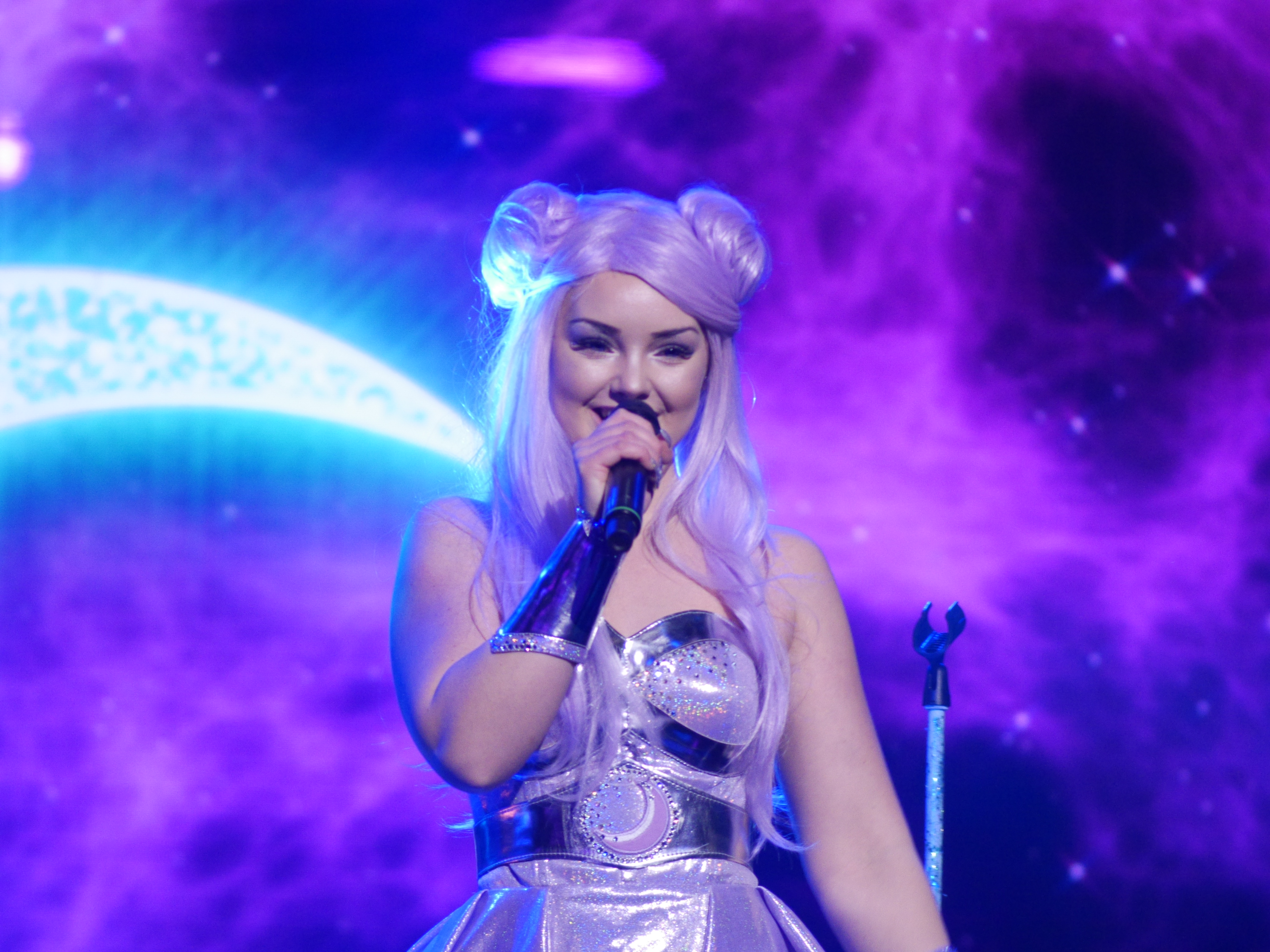
Polly med månskära i bakgrunden

## Listplaceringar
| Lista (2019) | Placering |
| ------------ | --------- |
| Sverige      | 8         |

Låten debuterade på #19 den 22 februari 2019 och blev därmed Dolly Styles mest framgångsrika singel dittills då "Hello Hi" (2015) som högst nådde plats 32 och "Rollercoaster" (2016) som högst nådde plats 27.

## Fotnoter